# Rahile Dawut
Rahile Dawut (en xinès 热依拉·达吾提; en pinyin: Rèyīlā Dáwútí; en uigur: راھىلە داۋۇت; 20 de maig de 1966) és una etnògrafa uigur coneguda per la seva experiència en el folklore i les tradicions uigurs. Antigament professora a la Universitat de Xinjiang, on va fundar el Centre d'Investigació sobre el Folklore de les Minories, el govern xinès la va fer desaparèixer el 2017 i des d'aleshores no se l'ha vist. El 2023, Rahile va rebre una cadena perpètua per "posar en perill la seguretat de l'estat".

## Primers anys de vida i carrera
Rahile, d'ètnia uigur de la regió autònoma de Xinjiang, va ser membre del Partit Comunista Xinès durant més de 30 anys. Abans de la seva detenció, va ensenyar a la Universitat de Xinjiang, on va fundar el Centre d'Investigació sobre el Folklore de les Minories el 2007 i va exercir com a directora. Rahile ha publicat diversos articles i llibres, i també ha impartit conferències a universitats internacionals, com ara la Universitat Harvard i la Universitat de Cambridge.

## Desaparició
El desembre de 2017, Rahile va explicar a un familiar els seus plans per viatjar d'⁣Ürümchi a Pequín, després del qual la seva família i amics van perdre el contacte amb ella. La família i els amics de Rahile van anunciar la seva desaparició l'agost de 2018. A finals del 2018, se sabia que estava en mans de les autoritats estatals xineses. Les autoritats estatals no han revelat públicament el parador de Rahile. El setembre de 2023, la Fundació Dui Hua va informar que havia estat condemnada a presó perpètua per "posar en perill la seguretat de l'estat".
Segons un article al The New York Times, Rahile va ser un dels nombrosos intel·lectuals destacats que van ser atacats com a part de la campanya de la Xina per esborrar la identitat uigur.

## Judici
El judici secret de Rahile va començar el desembre de 2018 en un tribunal de Xinjiang, on va ser declarada culpable per primera vegada de "posar en perill la seguretat de l'estat". Segons els informes, va ser empresonada de per vida quan va perdre la seva apel·lació contra els càrrecs el setembre de 2023. La portaveu del Ministeri d'Afers Exteriors de la Xina, Mao Ning, va dir que no tenia "informació" sobre el cas.

## Premis
Rahile va rebre el premi Courage to Think Award el 2020 per Scholars at Risk. El premi el va recollir la seva filla Akida Pulat en nom seu.
L'octubre de 2023, Michael Rosen, guanyador del premi PEN Pinter 2023, va escollir Rahile Dawut com a "escriptora de coratge" amb qui compartir el premi, seleccionant-la d'una llista d'escriptors internacionals "que han defensat activament la llibertat d'expressió, sovint posant en risc la seva pròpia seguretat".